# 神道五心流
神道五心流（しんとうごしんりゅう）とは、関根源太郎源正光が創始した柔術を表芸とする総合武術である。備中で学ばれていた。

## 歴史
流祖は、幕末期　上州の新田郡の岩松萬治郎（岩松俊純）旗本交代寄合の家臣の関根源太郎源正光である。
関根源太郎源正光は叔父の関根源左衛門安房から気楽流を学んだ後、家倒流、無相流、新神道流、石川流、楊心流の五流派を極め神道五心流を興した。関根源太郎は剣術家でもあり神道無念流を岡田十松から学んでいる。
神道五心流とは家倒流、無相流、新神道流、石川流、楊心流の五流派を合流し気楽流を加えたものと伝わる。
備中で多くの門人を育てた。
不遷流の田邊貞治も学んでいた。

## 系譜
多くの門人がいたが、ここでは主要な人物のみを記す。
- 関根源太郎源正光
  - 片山敏太郎源重晴
    - 平山宗一郎源晴利
      - 平山四郎左衛門
      - 妹尾宝三郎
      - 大本百松
      - 沢根萬三郎
      - 二木敏太
      - 谷野実太
      - 三沢固
      - 八方真道
      - 山部秀一
      - 大月健一郎
      - 三宅治一郎源利康

  - 大江泰平源忠重
  - 沢根泰介
  - 田邊貞治

## 内容
伝書は初傳之巻・中傳之巻・五十ヶ条・免許之巻・秘傳之巻の五巻からなる。
初傳之巻
拾五形
四ッ捕、請捕、引流、臂返、肩返、撫込、前捕、通違捕様之叓、錣返、逆落、洞落、首返、抱締、引立
總活、血止、晴月之活
中傳之巻
裏手拾七形
小手返、握返、胸捕、逆落、髪捕、車落、藤緘、裏捕、岩碎、追懸、連捕、登藤、下藤、四車、袖車、空當、鶏卵
目録
天地人陰陽、天道、松風、村雨、眉間、肩風、鷹風、鼻血止
活法図解
急時之事
五十ヶ条
免許之巻
柔術修行心得
免状
極傳
投締抑
殿中捕　拾六形
小太刀ニテ請ケ様
手裏劔仕立打様
長刀　拾貮形
鎖鎌　拾貮形
鎗鎌　拾貮形
長鎌
鎖杖
打玉
打矢
鉄刀
早縄
打縄
六尺棒　拾貮形
秘傳之巻（殺活秘傳書）
即死即倒二十六當
天道、松風、村雨、眉間、肩風、鷹風、人中、霞、獨鈷、下昆、咽喉、胸當、雲月、水月、卯兎園、雪雲、月影、明星、玉輪、鍾、電光、尾底、腕馴、草靡、足甲
活法
丹田集力法
拳法
整骨術
殺活図解
殺シ堺之事
放シ様之事
死相見分様之事
水死手當之事
縊死手當之事
稲妻之事
卯兎園之事